# Sclerolobium guianense
Sclerolobium guianense är en ärtväxtart som beskrevs av George Bentham. Sclerolobium guianense ingår i släktet Sclerolobium och familjen ärtväxter.

## Underarter
Arten delas in i följande underarter:
- S. g. guianense
- S. g. radlkoferi